# Baiyankamys shawmayeri
Baiyankamys shawmayeri — напівводний вид гризунів родини мишевих. Зустрічається в горах Папуа Нової Гвінеї.

## Морфологічна характеристика
Це гризун середнього розміру з довжиною голови й тулуба від 130 до 153 мм, довжиною хвоста від 148 до 185 мм, довжиною стопи від 35 до 39 мм, довжиною вух від 12 до 17 мм і вагою до 88 грамів. Колір верху темно-сірий, низу світло-сірий. Хвіст довший за голову й тулуб і має білу кінцеву чверть.

## Поведінка
Це напівводний вид. Вони будують лігва на берегах водних шляхів, де ховаються невеликими групами. Харчується комахами, дрібними водними безхребетними, жабами та рибою.